# Alexander Kiersch
Alexander Kiersch (* 27. Juli 1968 in Berlin) ist ein deutscher Filmproduzent, Schauspieler und Persönlichkeitstrainer.

## Leben und Karriere
Alexander Kiersch, geboren und aufgewachsen in Berlin, begann noch während der Schulzeit als Synchronsprecher zu arbeiten. Anschließend besuchte er die private Schauspielschule von Erika Dannhoff und nahm Schauspielunterricht in Los Angeles.
Seine erste Film-Hauptrolle spielte er unter der Regie von Bernd Böhlich in dem Film „Landschaft mit Dornen“. Der Film erhielt den Grimme-Preis.
Allgemeine Bekanntheit erlangte er als Schauspieler durch Serien wie die Krimiserie „Die Wache“ und Gute Zeiten, schlechte Zeiten, wo er zur Hauptbesetzung gehörte. Seitdem ist er immer wieder in verschiedenen Serien und Filmen präsent.
Alexander Kiersch ist Produzent und Geschäftsführer der Filmproduktionsfirma Colafilm. Außerdem war er Associate Producer für die Comedy-Serie „Böse Mädchen“.

## Auszeichnungen
- Grimme-Preis[1]
- Publikumspreis der Theatergemeinde Berlin
- Cinema Award, Fantasy Filmfest Shortlist

## Filmografie
- 1989: Affäre Nachtfrost
- 1989: Der Spatzenmörder
- 1990: Der Todesking
- 1992: Landschaft mit Dornen
- 1992–1996: Gute Zeiten, schlechte Zeiten
- 1994: Die Wache
- 1998: Ein Fall für zwei
- 1999: Ben
- 1999: Der Überflieger
- 1999: Wolffs Revier
- 2003: Die Rettungsflieger
- 2003: Stille Nacht, Anlage B
- 2004: Pfarrer Braun
- 2006: Der letzte Zeuge
- 2006: Hallo Robbie!
- 2007: Kinder, Kinder
- 2007: Lindenstraße
- 2007: R.I.S. - Die Sprache der Toten
- 2009: Kill Your Darling
- 2010: SOKO Leipzig
- 2011: Kindheitstraum
- 2012: Sin Reaper 3D
- 2016: Ediths Glocken – Der Film